# Драчино
Драчино (укр. Драчино, венг. Újtövisfalva, нем. Dorndorf) — село в Свалявской городской общине Мукачевского района Закарпатской области Украины.

## История
Основано переселенцами из Германии и Словакии, которых пригласил граф Шенборн для развития этого региона. Это были зажиточные хозяева, которые осваивали окрестности. Сюда ещё поселилась одна семья из местных русинов, которая хорошо вжилась с переселенцами. Здесь процветали и развивались культура и ремесленничество, была организована первая фабрика по деревообработке, приводилось в движение от водяное колесо в ручье. Переселенцев называли «швабы», они были образованы, имели немецкую школу и учителей из Германии, проводили различные культурные мероприятия, балы, имели свой хор и капеллу, была построена церковь, которую после войны уничтожили коммунисты и почти всё село было отправлено в Сибирь. Остались только немощные старики. 10-12 лет люди находились в ссылке, многие умерли, а выжившие вернулись в деревню, где опять всё восстановили, построили и запустили новую фабрику сувениров, открыли колбасный цех.
Коллектив художественной самодеятельности этой фабрики ВИА «Гомон Карпат» в 1970—1980-е годы прогремел на весь Союз. Сейчас немецкое и словацкое население уехало, в основном на свою историческую родину, фабрика разорена и продана итальянцам, рядом открыли трактир.
Неподалёку от села расположен Свято-Кирилло-Мефодиевский Свалявский женский монастырь.